# アレックス・ダウセット
アレックス・ダウセット（Alex Dowsett、1988年10月3日 - ）は、イングランド、エセックス出身の自転車競技選手。

## 来歴
ジュニア、23歳以下（U23）時代はロードレースとトラックレースの両方に出走していたが、2010年にトレック・リヴストロングと契約を結んで以降、ロードレースにほぼ専念した。
血友病を抱えながら自転車競技を続けており、同じ病気を抱える子どもたちのための基金を自ら設立している。
2005年
- イギリス選手権 ジュニア・個人タイムトライアル(ITT) 優勝

2006年
- イギリス選手権 ジュニア・ITT 優勝
- ジュニア世界選手権自転車競技大会・団体追抜 3位

2008年
- イギリス選手権 U23・ITT 優勝

2009年
- イギリス選手権 U23・ITT 優勝
- 世界選手権U23・ITT 7位

2010年
- ヨーロッパ自転車競技選手権大会（欧州選手権） U23・ITT 優勝
- コモンウェルスゲームズ・ITT 2位
- クロノ・デ・ナシオン・U23 優勝

2011年
- イギリス選手権・ITT 優勝
- ツール・デュ・ポワトゥー＝シャラント 区間1勝
- ツアー・オブ・ブリテン 区間1勝

2012年
- イギリス選手権・ITT 優勝
- 世界選手権・ITT 8位

2013年
- ジロ・デ・イタリア 区間1勝 (第8ステージ=ITT)
- イギリス選手権・ITT 優勝

2014年
- シルキュイ・ド・ラ・サルト 区間1勝 (第3ステージ=ITT)
- コモンウェルスゲームズ・ITT 優勝

2015年
- 5月2日、52.937km/hのアワーレコード（当時）を樹立。

2017年
- シルキュイ・ド・ラ・サルト　区間1勝(第3ステージ=ITT)

2019年
- イギリス選手権・ITT 優勝

2020年
- ジロ・デ・イタリア 区間優勝（第8ステージ）

2022年シーズンをもって引退。